# نمو البكتيريا

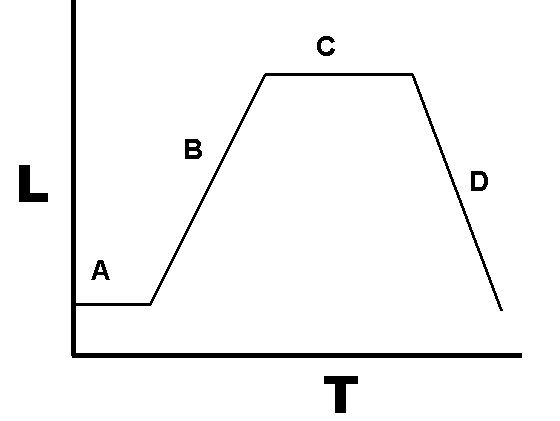
رسم بياني لتطور نمو الخلايا بالنسبة إلي الزمن

نمو البكتيريا هو تكاثر لاجنسي، أو انقسام الخلايا من بكتيريا إلى خليتين متشابهتين في عملية تسمى انقسام ثنائي. بدون حدوث اى طفرات، والخلايا الوليدة الناتجة متطابقة وراثيا إلى الخلية الأصلية. ومن هنا يبدا تضاعف البكتيريا، كل من الخلايا الوليدة من التقسيم ليس بالضرورة البقاء على قيد الحياة، ومع ذلك إذا تجاوز عدد البكتيريا الحية حد المتوسط فان البكتيريا الحية تخضع لما يسمى بالنمو المتسارع. ان حساب معدل النمو المتسارع للبكتيريا يعد جزءا من تدريب جميع علماء الأحياء المجهرية، الوسائل الاساسية التي تطلب عد النمو البكتيري (عد الخلايا) بطريقة مباشرة بواسطه (التدفق الخلوى - الميكروسكوب) أو بطريقة غير مباشرة (عد مستعمرات البكتيريا)

## اطوار النمو

منحني نمو البكتيريا ومنحني الحركي

في دراسات البيئه الذاتية فان نمو البكتيريا (أو الكائنات الحية الدقيقة الأخرى، والبروتوزوا، الطحالب) يمكن ان تكون على اربع مراحل مختلفة: مرحلة تخلف (A)، مرحلة النمو (B)، مرحلة ثبات (C)، مرحلة الموت (D)
1- مرحلة التخلف البكتيرى: فان البكتيريا تكيف نفسها مع ظروف النمو، وهذه الفترة التي تنضج فيها البكتيريا ولكن ليس لها القدرة على الانقسام بعد، وخلال هذه المرحلة يتم تكوين الحمض النووى الخاص بالبكتيريا والانزيميات والجزئيات اللازمة لاتمام النضج
2- مرحلة النمو: وهي المرحلة التي يتم فيها انقسام الخلية، وعدد الخلايا الجديده يتناسب طرديا مع عدد البكتيريا الحالى، وإذا لم يكن هناك حد يمنع الانقسام فان عدد الخلايا الجديده سيواصل التضاعف بمعدل ثابت مع كل فترة زمنية متتالية، وهذه المرحلة تعتمد على الظروف المناسبة للنمو فاذا توفرت العوامل الجيده للنمو فان البكتيريا قادرة على التضاعف 4 اضعاف في اليوم. ولكن لا يمكن ان يستمر النمو إلى اجل غير مسمى، لان الوسط الغذائى بالطبع سينفذ ولن يوجد غير المخلفات الناتجة عن عمليات الانقسام
3- مرحلة ثبات النمو: وهذه المرحلة تتمثل بسبب نقص في المغذيات الأساسية، وتكوين المنتجات التي تعمل على تثبيط عملية الانقسام والنمو مثل الحمض العضوى، وهذه المرحلة تنتج من تساوى معدل النمو مع معدل الوفيات
4- مرحلة الموت (مرحلة تراجع النمو البكتيري): موت البكتيريا قد يكون بسبب نقص المواد الغذائية أو عوامل بيئيه كارتفاع أو انخفاض في درجات الحرارة أو اى ظروف أخرى ضارة بعملية النمو الطبيعى للبكتيريا
ان نمو البكتيريا يختلف عن نمو الكائنات الحيوانية.. فان تكوين المستعمرات البكتيرية والتكاثر اللاجنسى والسرعة الهائلة في الانقسام والنمو وانخفاض معدل الوفيات والقدرة على النمو في ظروف قاسية والانتقال من مرحلة الثبات إلى مرحلة الانقسام والنمو السريع يؤكد على اختلاف نمو البكتيريا عن الكائنات الأخرى
ومع ذلك فان نمو البكتيريا من الممكن قمعة بدون الحاجة إلى قتل البكتيريا، فان البكتيريا لها اعداء من جنسها تتقاتل من اجل البقاء على قيد الحياة مع أنواع أخرى من البكتيريا..
والوسط المائى ليس البيئة الوحيدة المناسبة للبكتيريا، فهناك بيئات مثل الاغشية الحيوية أو سطوح الإجار نماذج أخرى معقدة لقدرة البكتيريا على النجاة في هذة الاوساط

## العوامل البيئية
العوامل البيئية تؤثر على معدل نمو البكتيريا مثل الحموضة (PH)، ودرجة الحرارة، والمغذيات الكبرى والصغرى، ومستويات الأكسجين، والسموم. وعلى النقيض فان هناك ظروف النمو المثلى التي بها تتكاثر البكتيريا بالشكل الأفضل طالما تتوفر هذه الظروف ولكن خارجها تبدأ معدلات النمو بالانخفاض أو الموت احيانا.. فان الحفاظ على ظروف النمو البيئيه هو مبدأ اساسى لحفظ الأغذية

### الحرارة
انخفاض الحرارة يؤدى إلى انخفاض معدل النمو البكتيري ولذلك فان الثلاجات تحفظ الاطعمة من البكتيريا.

### الحموضة
الحموضة المثلى للبكتيريا تميل إلى أن تكون حول درجة الحموضة 6.5-7.0 

### الأوكسجين
قد تكون بكتيريا هوائية أو لا هوائية

### السموم
السموم مثل الإيثانول يمكن ان يعيق أو يقتل البكتيريا

## روابط خارجية
- An examination of the exponential growth of bacterial populations
- Science aid: Bacterial Growth High school (GCSE, Alevel) resource.
- Microbial Growth, BioMineWiki
- From the Wolfram Demonstrations Project — requires CDF player (free):
  - The Final Number of Bacterial Cells
  - Simulating Microbial Count Records with an Expanded Fermi Solution Model
  - Incipient Growth Processes with Competing Mechanisms
  - Modified Logistic Isothermal Microbial Growth Ratio
  - Generalized Logistic (Verhulst) Isothermal Microbial Growth
  - Microbial Population Growth, Mortality, and Transitions between Them
  - Diauxic Growth of Bacteria on Two Substrates